# Il racconto dello scudiero
Il racconto dello scudiero (The Squire's Tale) è l'undicesima novella raccontata ne I racconti di Canterbury di Geoffrey Chaucer.

## Trama
Questa novella è ambientata a Tzarev, terra dei Tartari. Si svolge durante l'anniversario dei vent'anni di regno del re Cambuskan, sovrano popolare e potente avente due figli e una figlia. Durante il banchetto un giovane cavaliere, Sir Gawain, si introduce a palazzo portando doni per i reali, inviati dal re d'India e Arabia.
Il primo era un cavallo di metallo che aveva il potere di animarsi al suono di un campanello e una volta trasformato poteva portare il cavaliere in qualunque posto e sparire da un momento all'altro. Il secondo dono era invece uno specchio magico che avvertiva i pericoli più imminenti. Il terzo era un anello che dava la possibilità a chi lo avesse indossato di parlare con qualunque essere vivente umano o animale. Il quarto ed ultimo dono era una spada che poteva annientare qualunque persona e che avrebbe scalfito qualunque tipo di armatura.
Il giorno seguente il cavaliere dà a tutti una dimostrazione pratica di come si potesse utilizzare la statua del cavallo, così elimina tutti i dubbi del re nei confronti della riuscita dell'avvenimento. Alla giovane principessa vengono assegnati lo specchio e l'anello dal quale lei è molto attratta e decide di sperimentare la mattina seguente. Così facendo, durante una passeggiata trova un falco femmina disperata perché ferita moralmente e fisicamente. Infatti quest'ultima era stata abbandonata dal marito sparviero ed era rimasta ferita ed amareggiata. Così la giovane principessa decide di curarla per poterle donare una vita migliore di quella precedente.
Prima che possa proseguire la narrazione lo scudiero viene però interrotto dall'allodiere, che lo ricopre di lodi per poi narrare il suo racconto.

## Fonti
La critica non è riuscita a individuare con certezza fonti precise per la novella, ambientata in un fantasioso Oriente. Appare tuttavia chiaro che l'ambientazione fantastica derivi allo scudiero dai romanzi cavallereschi di cui egli è appassionato lettore, e di cui Chaucer proporrebbe qui una parodia, comunque benevola e garbata, almeno nei confronti dell'entusiasta ingenuità del suo giovane personaggio.
Giudicando dalle due parti superstiti, è ragionevole anche supporre che per concludere la vicenda il racconto avrebbe dovuto avere un'estensione davvero notevole, e che perciò molto probabilmente Chaucer non ebbe mai davvero intenzione di ultimare il racconto.